# Ivan Dolenc
Ivan Dolenc, slovenski pisatelj, novinar, urednik prevajalec in kritik, * 6. oktober 1927, Maribor, † 18. april 2006, Burlington, Kanada.

## Življenjepis
Dolenc je študiral slavistiko na Filozofski fakulteti v Ljubljani. Zaradi političnih razmer, ki so mu omejevale pisateljsko svobodo, se je leta 1957 preselil v Kanado, kjer je na univerzi v Torontu opravil magisterij iz literature in do upokojitve poučeval na srednji šoli.

## Delo
Čas za literarno pisanje je našel tudi med delom. Leta 1967 je začel izdajati mesečnik Dnevnik/Diary, ki ga je urejal do leta 1979. Leta 1977 je bil pobudnik in soustanovitelj radijske oddaje Slovenski večer. Veliko je pisal tudi v slovenske časopise izven Kanade, še posebej v Rodno grudo in Prosveto. Svoje izseljeniške izkušnje in življenje slovenskih izseljencev v Kanadi je opisal v knjigi Za dolar človečnosti (1983). V angleščini pa je izšla knjiga Dostoevski and Christ. V slovenščino je prevedel številne črtice kanadskih avtorjev.
Iz hrvaščine v slovenščino je prevedel knjigo poezije hrvaškega pisatelja Josipa Stanića Staniosa Solza nad ognjiščem, prevod je izšel v Rimu leta 1995. Hrvaški pisatelj Ivan Brajdić je leta 1998 v hrvaščino prevedel odlomek iz romana Za dolar človečnosti ("Gorka strana života") v časopisu Generacije ter odlomek iz dela Generacije ("Crni petak", Petrinja 1996).